# Sechellophryne gardineri
Espèce
Synonymes
- Nectophryne gardineri Boulenger, 1911
- Sooglossus gardineri (Boulenger, 1911)

Statut de conservation UICN

 EN B1ab(ii,iii,v)+2ab(ii,iii,v) : En danger
La Grenouille des Seychelles, Sechellophryne gardineri, est une espèce d'amphibiens de la famille des Sooglossidae.

## Répartition et habitat
Cette espèce est endémique des îles de Mahé et de Silhouette, appartenant à l'archipel des Seychelles dans l'océan Indien.
Elle vit sur la litière de feuille de la forêt tropicale humide.

## Description
Sechellophryne gardineri mesure environ 15 mm. Son dos est brun rosâtre et ses flancs brun foncé. Son ventre est jaunâtre tacheté ou marbré de brun. 

## Écologie et comportement
Cette espèce ne possède pas d'oreille moyenne ni de tympan, ce qui a longtemps laissé croire qu'elle était sourde. En réalité, un système impliquant la cavité buccale, une fine membrane située entre la bouche et l'oreille interne et la conductivité sonore des os lui permet de percevoir les sons,,,.
Renaud Boistel, de l'université de Poitiers et du Centre national de la recherche scientifique explique : « La combinaison de la cavité bucale et de la conduction par les os permet aux grenouilles Gardiner de percevoir effectivement les sons sans utiliser d'oreille moyenne. »

## Étymologie
Cette espèce est nommée en l'honneur de John Stanley Gardiner.

## Publication originale
- Boulenger, 1911 : List of the batrachians and reptiles obtained by Prof. Stanley Gardiner on his second expedition to the Seychelles and Aldabra. Transactions of the Linnean Society of London, sér. 2, vol. 14, p. 375-378 (texte intégral).